# Georgi Alexandrowitsch Romanow

Georgi Alexandrowitsch Romanow (1892)

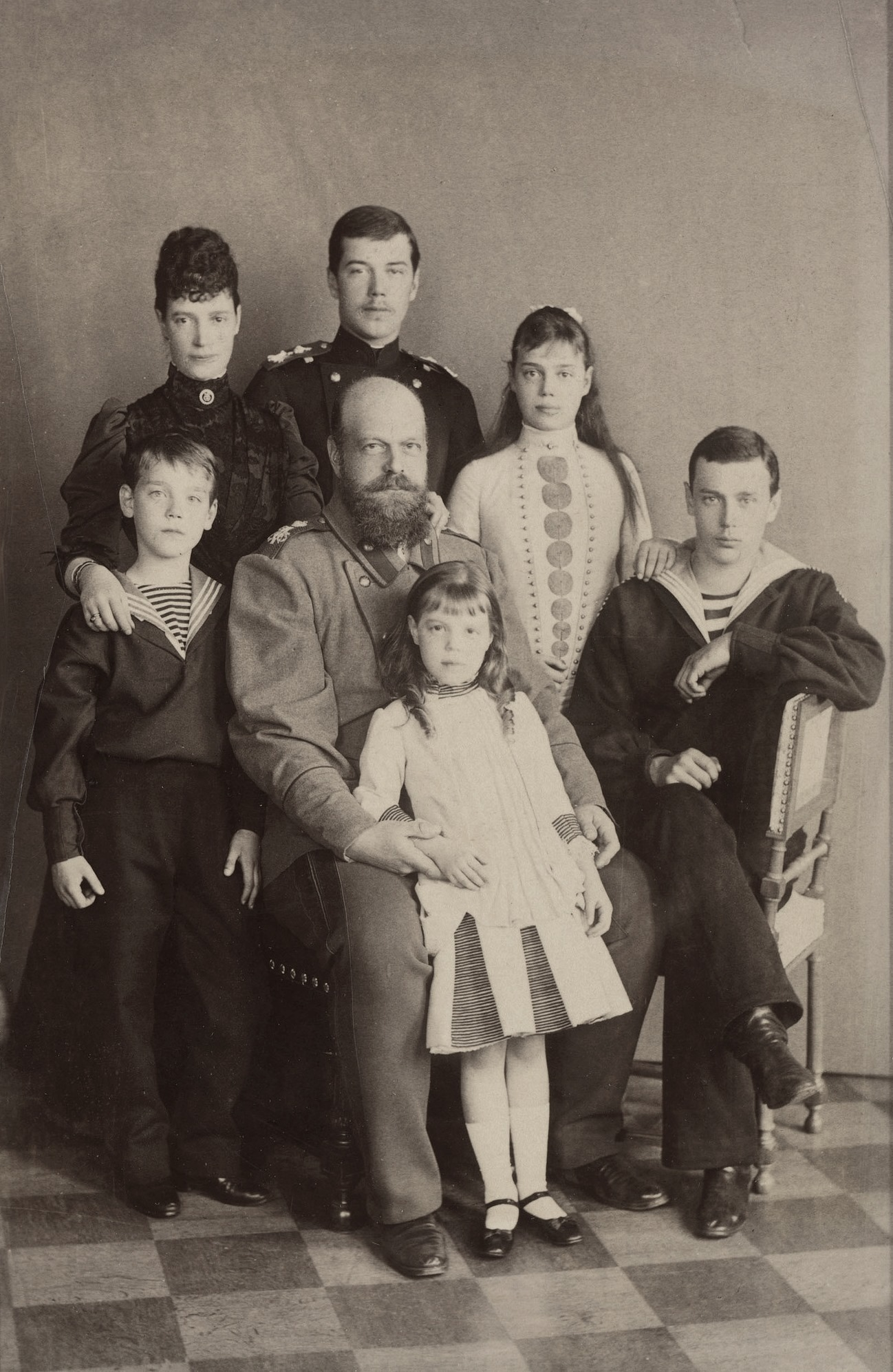
Die Zarenfamilie im Jahr 1888. Georgi rechts außen im Matrosenanzug

Großfürst Georgi (Juri) Alexandrowitsch (russisch Георгий Александрович Романов, wiss. Transliteration Georgi Alexandrovič Romanov; * 27. Apriljul. / 9. Mai 1871greg. in Zarskoje Selo; † 28. Junijul. / 10. Juli 1899greg. in der Nähe von Abastumani) war ein Mitglied des Hauses Romanow-Holstein-Gottorp. Er war der dritte Sohn von Zar Alexander III. und Zarin Maria Fjodorowna.

## Kindheit und Jugend

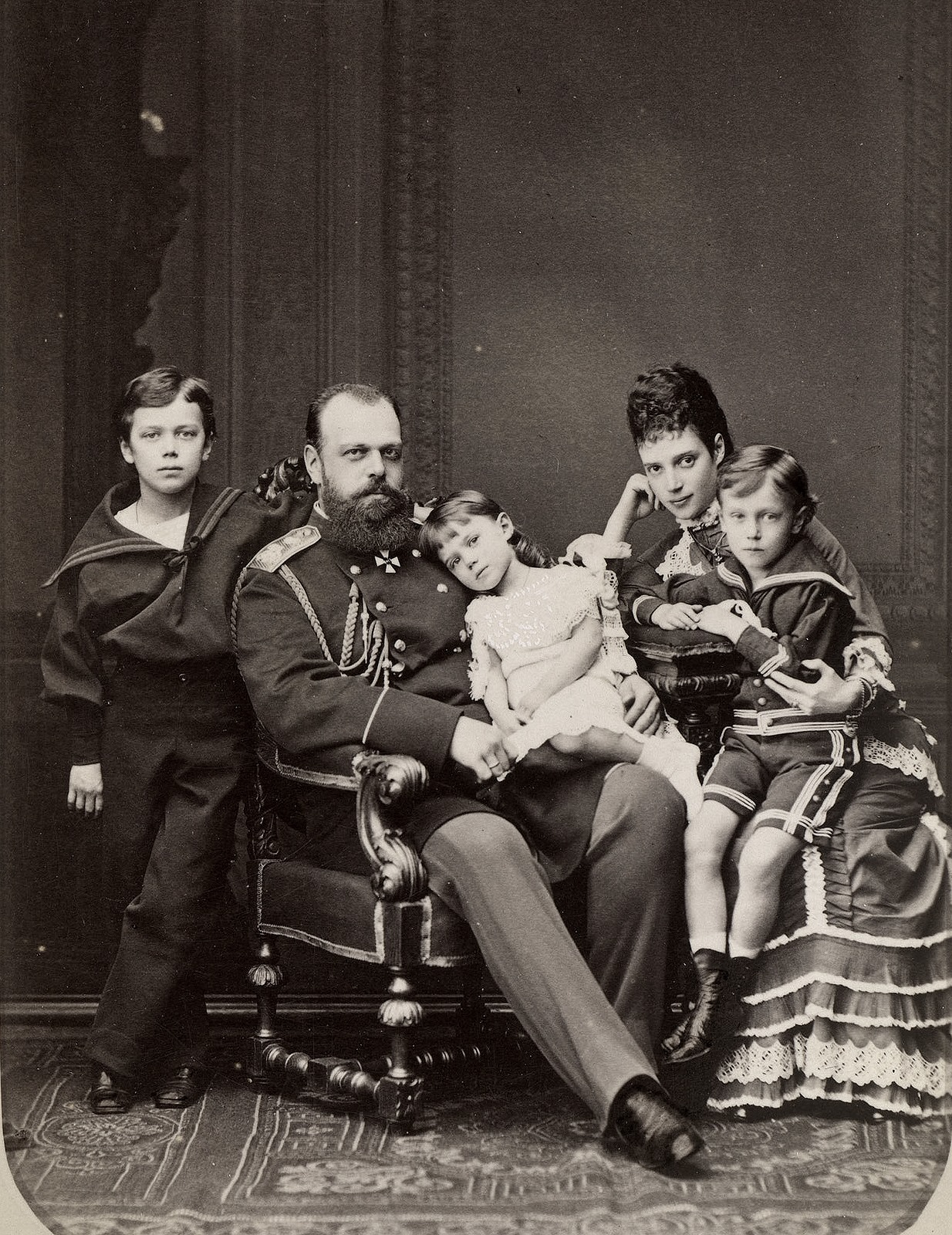
Georgi, auf dem Schoß seiner Mutter sitzend, mit seinen Eltern und den Geschwistern Nikolaus und Xenija (1878)

Namensgeber des Großfürsten war der Bruder seiner Mutter, König Georg I. von Griechenland. Gemeinsam mit seinen Geschwistern Nikolaus (1868–1918), Xenija (1875–1960), Michail (1878–1918) und Olga (1882–1960) wuchs Georgi in einem sehr liebevollen und harmonischen Umfeld auf. Vor der Thronbesteigung seines Vaters lebte die Familie meist im Anitschkow-Palast in Sankt Petersburg. Die Eltern legten großen Wert auf eine häusliche, durch Einfachheit und Bescheidenheit gekennzeichnete Erziehung. Die Kinder schliefen auf Feldbetten und nahmen morgens ein kaltes Bad. Das Frühstück bestand in der Regel aus Brei und Schwarzbrot, zum Mittagessen gab es Hammelkoteletts oder Roastbeef mit Gemüse. Zum Tee am Abend aß man Brot mit Butter und Marmelade. Süßigkeiten und Kuchen gab es selten. Georgi und sein älterer Bruder Nikolaus besaßen zusammen ein Esszimmer, Spielzimmer und Schlafzimmer. Die Räume waren sehr einfach eingerichtet. Den einzigen Prunk stellten mit Perlen und Edelsteinen besetzte Ikonen dar. Als Kind war Georgi gesünder und stärker als sein Bruder Nikolaus. Georgi war ein typischer Romanow, groß gewachsen, gutaussehend, mit einer Neigung zu Spaß. Seine Mutter hatte Zeitlebens eine Schwäche für ihren Sohn.
Am 13. März 1881 starb Georgis Großvater Zar Alexander II. bei einem Bombenattentat, das durch die linksterroristische Untergrundorganisation Narodnaja Wolja verübt wurde. Aus Sicherheitsgründen zog die Familie in das Schloss Gattschina in der Stadt Gattschina, bei Sankt Petersburg. Die Kinder wuchsen in dieser Zeit weitestgehend isoliert, mit wenig Kontakt zur Außenwelt auf. Die Krönung seiner Eltern fand am 27. Mai 1883 in der Moskauer Mariä-Entschlafens-Kathedrale statt. Sie war ein beeindruckendes Erlebnis im Leben des jungen Großfürsten.

## Ausbildung und Gesundheit
Georgi galt als der Klügste unter seinen Geschwistern. Er und sein Bruder Nikolaus wurden von denselben Lehrern unterrichtet, studierten den Lernstoff aber in getrennten Räumen. Einfluss übte der Englischlehrer Charles Heath aus, der bereits ihre Onkel Sergei und Pawel unterrichtet hatte. Er brachte ihnen auch die Liebe zum Sport, insbesondere dem Fliegenfischen, näher. Georgi lernte fließend Englisch zu sprechen. Außerdem sprach er Deutsch, Französisch und Dänisch. Letzteres, da seine Mutter gebürtige Dänin war. Er litt seit seiner Jugend an Tuberkulose. 1890 begann er seinen Dienst bei der russischen Flotte, musste ihn aber bald wegen einer Verschlimmerung der Krankheit aufgeben.
Der Zar und die Zarin beschlossen, Nikolaus und Georgi auf eine mehrmonatige Weltreise zu schicken. Georgi sollte als Seekadett reisen und Nikolaus seinen Horizont erweitern. 1890/91 begaben sich die Brüder in Begleitung ihres Cousins Georg von Griechenland an Bord der Panzerfregatte Pamjat Asowa auf Reise. Zarin Maria Fjodorowna war noch nie so lange von ihren Kindern getrennt gewesen und vermisste sie sehr: „Man kann sich nicht vorstellen, wie traurig und schwer es ist, ohne dich zu sein, mein Engel. Und wie schrecklich es wehtut, an diese lange Trennung zu denken.“ Von Bombay aus telegraphierte Nikolaus seinen Eltern, dass Georgi auf dem Schiff blieb, weil er Probleme mit seinem Bein hatte. Obwohl Georgi seinen Eltern versicherte, es ginge ihm gut, erreichte sie plötzlich die Nachricht, dass Georgi Fieber habe und nach Hause kommen würde. Die Zarin war besorgt: „Man kann sich nicht vorstellen, welche Qualen ich die letzten paar Tage durchlebt habe. Trotz aller Gründe … Ich hatte die Dinge ruhig zu nehmen und mir selbst zu sagen, dass … ist es nur nicht dieses schreckliche Malaria, das mit dem Luftwechsel entsteht.“ Georgi litt in der Tat an einer akuten Bronchitis und wurde zurück nach Athen geschickt, wo er von den kaiserlichen Ärzten untersucht werden konnte. Er war sichtlich enttäuscht über den vorzeitigen Abbruch der Reise und Nikolaus fehlte die Gesellschaft seines Bruders.

## Jahre als Thronfolger

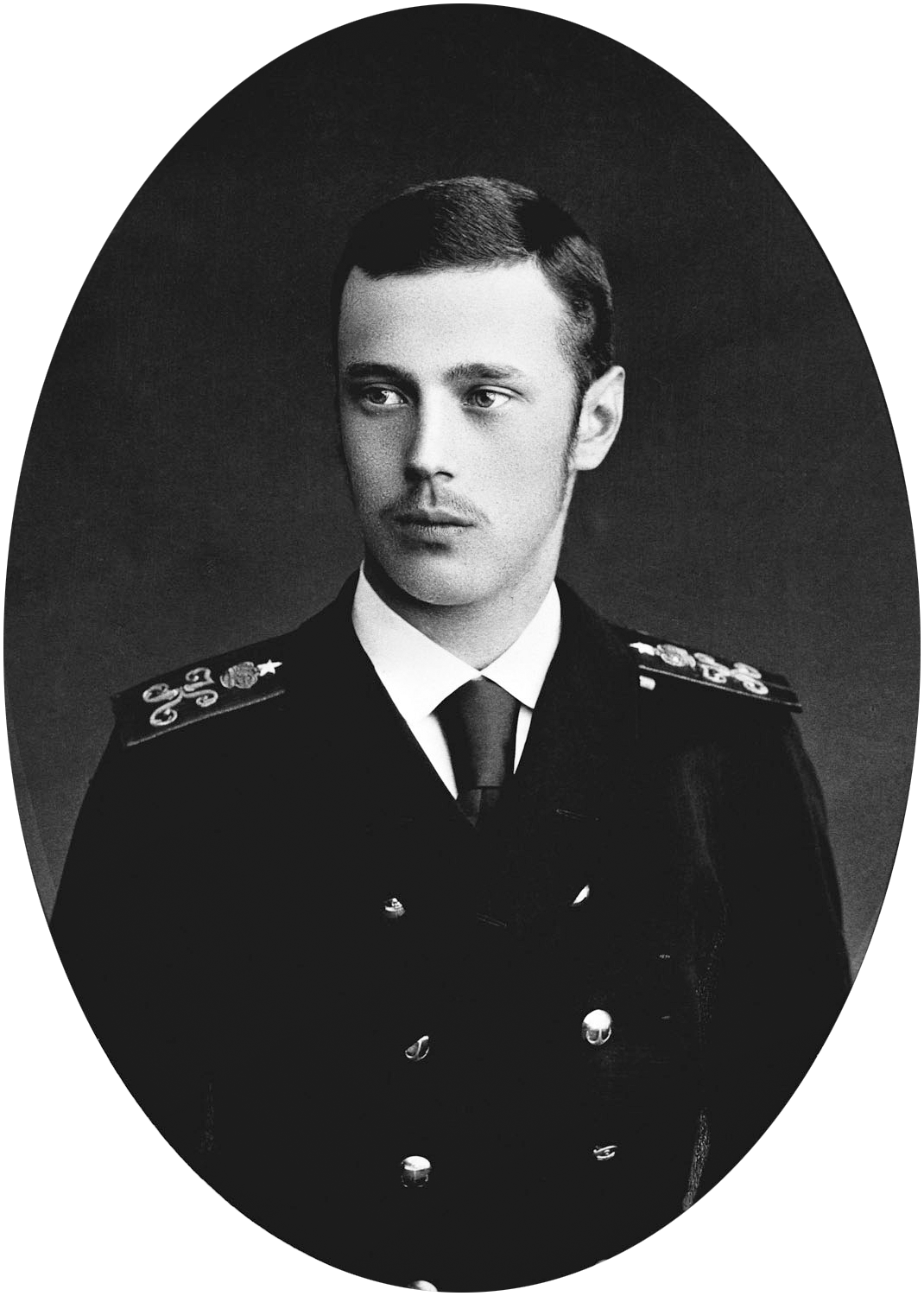
Georgi Alexandrowitsch Romanow (1889)

1894 starb Alexander III. und Nikolaus folgte ihm auf den Thron. Von da an war Georgi offizieller Thronfolger und wurde zum Atamanen aller Kosakenheere ernannt. Aufgrund seiner Gesundheit hielt sich Georgi fast ständig auf seinem Hochgebirgslandgut in Abastumani im Kaukasus auf, wo durch die klimatischen Bedingungen das Fortschreiten der Tuberkulose verlangsamt wurde. Dort beschäftigte er sich hauptsächlich mit astronomischen Beobachtungen. Er war so krank, dass er nicht an der Beerdigung seines Vaters teilnehmen konnte. Nikolaus schrieb an ihn: „…bete ständig zu Gott, dir eine rasche und vollständige Genesung zu schicken und dich zu trösten, weil es nach einem so großen Kummer viel schwieriger ist, allein zu sein.“ Georgi verpasste auch die Taufen seiner Nichten Olga und Tatjana. Kurz nach der Geburt von Nikolaus dritter Tochter Maria im Juni 1899 schrieb Georgi an ihn: „Ich bin schrecklich traurig, dass ich noch nicht in der Lage war, eure Töchter zu sehen und sie kennenzulernen, aber was kann ich tun! Das bedeutet, dass es nicht mein Schicksal ist und alles, der Wille Gottes ist.“
Häufig besuchte seine Mutter ihn auf seinem Landgut. Im Jahre 1895 reisten sie gemeinsam nach Dänemark. Er hatte seine Verwandten seit vier Jahren nicht mehr gesehen. Während des Aufenthalts verschlechterte sich sein Zustand erneut. „Gestern im Garten spuckte er etwas Blut… das hat mich mehr erschrocken, als ich sagen kann – die Überraschung war so schockierend, weil es ihm in den letzten Tagen so gut ging. Ich bin ziemlich verzweifelt, dass dies hier geschehen musste“, schrieb seine Mutter. Daraufhin verordnete man ihm strikte Bettruhe, bis er wieder stark genug sei, um nach Abastumani zu reisen. Nach seiner Rückkehr schrieb er an Nikolaus: „Natürlich war es schön, die Familie nach vier Jahren wiederzusehen, aber es tat mir nicht wirklich gut, da ich fünf Pfund verloren habe, was mir im Mai und Juni Schwierigkeiten bereitet. Ich bin auch leicht außer Atem. Das sind also die Ergebnisse meiner Reise. Sehr ärgerlich.“

## Tod und Vermächtnis
Am 10. Juli 1899 fuhr Georgi mit seinem Motorrad spazieren. Als er einige Stunden später nicht zurückkehrte, machte sich das Hauspersonal Sorgen und begann mit einer Suchaktion. Als sie ihn fanden, war es bereits zu spät. Eine Bäuerin hatte ihn liegend am Straßenrand gefunden. Aus seinem Mund sickerte Blut und er brach immer wieder zusammen, bei dem Versuch, Luft zu holen. Die Bäuerin hielt Georgi in ihren Armen, bis er starb.

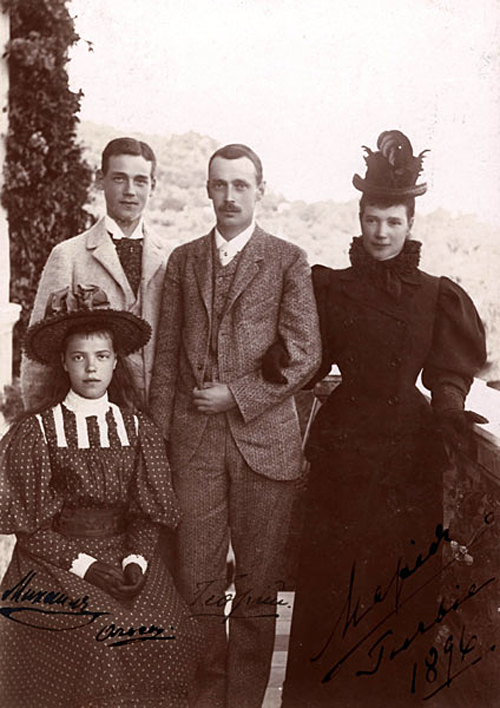
Georgi (Mitte) mit seiner Mutter und Geschwistern Michail und Olga in Bordschomi, 1896

Die Nachricht vom Tod seines Bruders erreichte Nikolaus durch ein Telegramm. Er war nun mit der schwierigen Aufgabe betraut, seiner Mutter alles zu erzählen. Zarinmutter Maria war am Boden zerstört. Sie brach zusammen und weinte. Auch für die übrige Familie war der frühe Tod des Großfürsten ein großer Schock. Großfürst Konstantin Konstantinowitsch Romanow, ein Verwandter des Zaren schrieb: „Jeder war wie vom Blitz getroffen über diese traurige und unerwartete Nachricht.“  Auch Königin Victoria sprach ihr tiefstes Beileid aus. 
Am 14. August 1899 wurde Georgis Leichnam in der Peter-und-Paul-Kathedrale in Sankt Petersburg beigesetzt. Sein Grab befindet sich in der Nähe seines Vaters. Während des Gottesdienstes weinte Zarinmutter Maria nicht. Sie stand neben ihrer Tochter Xenija. Als der Sarg in das Grab gelegt wurde, sah Maria Xenija mit weit aufgerissenen Augen an und schrie: „Lasst uns nach Hause gehen, lasst uns nach Hause gehen! Ich halte es nicht mehr aus!“
Nikolaus behielt seinen Bruder und dessen Sinn für Humor immer in Erinnerung. Er schrieb Georgis Witze auf ein Blatt Papier und bewahrte es sorgfältig in einer Kiste auf. Nach Georgis Tod ging der Titel des Thronfolgers an seinen jüngeren Bruder Michail. Dieser trug ihn bis zum Jahr 1904, als Nikolaus’ Sohn Alexei geboren wurde. 1910 wurde Michail Vater eines Sohnes, den er nach seinem verstorbenen Bruder benannte, Georgi. Im Alter von 20 Jahren starb dieser bei einem Autounfall 1931 in Frankreich.

## Abstammung
| Paul I. (Kaiser von Russland) ⚭ Sophie Dorothee von Württemberg | Paul I. (Kaiser von Russland) ⚭ Sophie Dorothee von Württemberg | Paul I. (Kaiser von Russland) ⚭ Sophie Dorothee von Württemberg | Paul I. (Kaiser von Russland) ⚭ Sophie Dorothee von Württemberg | Paul I. (Kaiser von Russland) ⚭ Sophie Dorothee von Württemberg | Paul I. (Kaiser von Russland) ⚭ Sophie Dorothee von Württemberg |  |  | Friedrich Wilhelm III. (König von Preußen) ⚭ Luise von Mecklenburg-Strelitz | Friedrich Wilhelm III. (König von Preußen) ⚭ Luise von Mecklenburg-Strelitz | Friedrich Wilhelm III. (König von Preußen) ⚭ Luise von Mecklenburg-Strelitz | Friedrich Wilhelm III. (König von Preußen) ⚭ Luise von Mecklenburg-Strelitz | Friedrich Wilhelm III. (König von Preußen) ⚭ Luise von Mecklenburg-Strelitz | Friedrich Wilhelm III. (König von Preußen) ⚭ Luise von Mecklenburg-Strelitz |                                    |                                    | Ludwig I. (Großherzog von Hessen) ⚭ Luise          | Ludwig I. (Großherzog von Hessen) ⚭ Luise          | Ludwig I. (Großherzog von Hessen) ⚭ Luise          | Ludwig I. (Großherzog von Hessen) ⚭ Luise          | Ludwig I. (Großherzog von Hessen) ⚭ Luise          | Ludwig I. (Großherzog von Hessen) ⚭ Luise          |        |        | Karl Ludwig (Erbprinz von Baden) ⚭ Amalie | Karl Ludwig (Erbprinz von Baden) ⚭ Amalie | Karl Ludwig (Erbprinz von Baden) ⚭ Amalie | Karl Ludwig (Erbprinz von Baden) ⚭ Amalie | Karl Ludwig (Erbprinz von Baden) ⚭ Amalie | Karl Ludwig (Erbprinz von Baden) ⚭ Amalie |                                   |                                   | Friedrich Karl (Herzog von Schleswig-Holstein-Sonderburg-Beck) ⚭ Friederike von Schlieben | Friedrich Karl (Herzog von Schleswig-Holstein-Sonderburg-Beck) ⚭ Friederike von Schlieben | Friedrich Karl (Herzog von Schleswig-Holstein-Sonderburg-Beck) ⚭ Friederike von Schlieben | Friedrich Karl (Herzog von Schleswig-Holstein-Sonderburg-Beck) ⚭ Friederike von Schlieben | Friedrich Karl (Herzog von Schleswig-Holstein-Sonderburg-Beck) ⚭ Friederike von Schlieben | Friedrich Karl (Herzog von Schleswig-Holstein-Sonderburg-Beck) ⚭ Friederike von Schlieben |         |         | Karl (Dänischer Statthalter der Herzogtümer Schleswig und Holstein) ⚭ Louise von Dänemark und Norwegen | Karl (Dänischer Statthalter der Herzogtümer Schleswig und Holstein) ⚭ Louise von Dänemark und Norwegen | Karl (Dänischer Statthalter der Herzogtümer Schleswig und Holstein) ⚭ Louise von Dänemark und Norwegen | Karl (Dänischer Statthalter der Herzogtümer Schleswig und Holstein) ⚭ Louise von Dänemark und Norwegen | Karl (Dänischer Statthalter der Herzogtümer Schleswig und Holstein) ⚭ Louise von Dänemark und Norwegen | Karl (Dänischer Statthalter der Herzogtümer Schleswig und Holstein) ⚭ Louise von Dänemark und Norwegen |      |      | Friedrich (Prinz von Hessen-Kassel) ⚭ Karoline Polyxene von Nassau-Usingen | Friedrich (Prinz von Hessen-Kassel) ⚭ Karoline Polyxene von Nassau-Usingen | Friedrich (Prinz von Hessen-Kassel) ⚭ Karoline Polyxene von Nassau-Usingen | Friedrich (Prinz von Hessen-Kassel) ⚭ Karoline Polyxene von Nassau-Usingen | Friedrich (Prinz von Hessen-Kassel) ⚭ Karoline Polyxene von Nassau-Usingen | Friedrich (Prinz von Hessen-Kassel) ⚭ Karoline Polyxene von Nassau-Usingen |  |  | Friedrich (Regent von Dänemark) ⚭ Sophie Friederike | Friedrich (Regent von Dänemark) ⚭ Sophie Friederike | Friedrich (Regent von Dänemark) ⚭ Sophie Friederike | Friedrich (Regent von Dänemark) ⚭ Sophie Friederike | Friedrich (Regent von Dänemark) ⚭ Sophie Friederike | Friedrich (Regent von Dänemark) ⚭ Sophie Friederike |  |  |  |  |  |  |  |  |  |  |  |  |  |  |  |  |  |  |  |  |  |  |  |  |  |  |  |  |  |  |  |  |  |  |  |  |  |  |  |  |  |  |  |  |  |  |  |  |
| Paul I. (Kaiser von Russland) ⚭ Sophie Dorothee von Württemberg | Paul I. (Kaiser von Russland) ⚭ Sophie Dorothee von Württemberg | Paul I. (Kaiser von Russland) ⚭ Sophie Dorothee von Württemberg | Paul I. (Kaiser von Russland) ⚭ Sophie Dorothee von Württemberg | Paul I. (Kaiser von Russland) ⚭ Sophie Dorothee von Württemberg | Paul I. (Kaiser von Russland) ⚭ Sophie Dorothee von Württemberg |  |  | Friedrich Wilhelm III. (König von Preußen) ⚭ Luise von Mecklenburg-Strelitz | Friedrich Wilhelm III. (König von Preußen) ⚭ Luise von Mecklenburg-Strelitz | Friedrich Wilhelm III. (König von Preußen) ⚭ Luise von Mecklenburg-Strelitz | Friedrich Wilhelm III. (König von Preußen) ⚭ Luise von Mecklenburg-Strelitz | Friedrich Wilhelm III. (König von Preußen) ⚭ Luise von Mecklenburg-Strelitz | Friedrich Wilhelm III. (König von Preußen) ⚭ Luise von Mecklenburg-Strelitz |                                    |                                    | Ludwig I. (Großherzog von Hessen) ⚭ Luise          | Ludwig I. (Großherzog von Hessen) ⚭ Luise          | Ludwig I. (Großherzog von Hessen) ⚭ Luise          | Ludwig I. (Großherzog von Hessen) ⚭ Luise          | Ludwig I. (Großherzog von Hessen) ⚭ Luise          | Ludwig I. (Großherzog von Hessen) ⚭ Luise          |        |        | Karl Ludwig (Erbprinz von Baden) ⚭ Amalie | Karl Ludwig (Erbprinz von Baden) ⚭ Amalie | Karl Ludwig (Erbprinz von Baden) ⚭ Amalie | Karl Ludwig (Erbprinz von Baden) ⚭ Amalie | Karl Ludwig (Erbprinz von Baden) ⚭ Amalie | Karl Ludwig (Erbprinz von Baden) ⚭ Amalie |                                   |                                   | Friedrich Karl (Herzog von Schleswig-Holstein-Sonderburg-Beck) ⚭ Friederike von Schlieben | Friedrich Karl (Herzog von Schleswig-Holstein-Sonderburg-Beck) ⚭ Friederike von Schlieben | Friedrich Karl (Herzog von Schleswig-Holstein-Sonderburg-Beck) ⚭ Friederike von Schlieben | Friedrich Karl (Herzog von Schleswig-Holstein-Sonderburg-Beck) ⚭ Friederike von Schlieben | Friedrich Karl (Herzog von Schleswig-Holstein-Sonderburg-Beck) ⚭ Friederike von Schlieben | Friedrich Karl (Herzog von Schleswig-Holstein-Sonderburg-Beck) ⚭ Friederike von Schlieben |         |         | Karl (Dänischer Statthalter der Herzogtümer Schleswig und Holstein) ⚭ Louise von Dänemark und Norwegen | Karl (Dänischer Statthalter der Herzogtümer Schleswig und Holstein) ⚭ Louise von Dänemark und Norwegen | Karl (Dänischer Statthalter der Herzogtümer Schleswig und Holstein) ⚭ Louise von Dänemark und Norwegen | Karl (Dänischer Statthalter der Herzogtümer Schleswig und Holstein) ⚭ Louise von Dänemark und Norwegen | Karl (Dänischer Statthalter der Herzogtümer Schleswig und Holstein) ⚭ Louise von Dänemark und Norwegen | Karl (Dänischer Statthalter der Herzogtümer Schleswig und Holstein) ⚭ Louise von Dänemark und Norwegen |      |      | Friedrich (Prinz von Hessen-Kassel) ⚭ Karoline Polyxene von Nassau-Usingen | Friedrich (Prinz von Hessen-Kassel) ⚭ Karoline Polyxene von Nassau-Usingen | Friedrich (Prinz von Hessen-Kassel) ⚭ Karoline Polyxene von Nassau-Usingen | Friedrich (Prinz von Hessen-Kassel) ⚭ Karoline Polyxene von Nassau-Usingen | Friedrich (Prinz von Hessen-Kassel) ⚭ Karoline Polyxene von Nassau-Usingen | Friedrich (Prinz von Hessen-Kassel) ⚭ Karoline Polyxene von Nassau-Usingen |  |  | Friedrich (Regent von Dänemark) ⚭ Sophie Friederike | Friedrich (Regent von Dänemark) ⚭ Sophie Friederike | Friedrich (Regent von Dänemark) ⚭ Sophie Friederike | Friedrich (Regent von Dänemark) ⚭ Sophie Friederike | Friedrich (Regent von Dänemark) ⚭ Sophie Friederike | Friedrich (Regent von Dänemark) ⚭ Sophie Friederike |  |  |  |  |  |  |  |  |  |  |  |  |  |  |  |  |  |  |  |  |  |  |  |  |  |  |  |  |  |  |  |  |  |  |  |  |  |  |  |  |  |  |  |  |  |  |  |  |
| Nikolaus I. (Kaiser von Russland)                               | Nikolaus I. (Kaiser von Russland)                               | Nikolaus I. (Kaiser von Russland)                               | Nikolaus I. (Kaiser von Russland)                               | Nikolaus I. (Kaiser von Russland)                               | Nikolaus I. (Kaiser von Russland)                               |  |  | Charlotte (Kaiserin von Russland)                                           | Charlotte (Kaiserin von Russland)                                           | Charlotte (Kaiserin von Russland)                                           | Charlotte (Kaiserin von Russland)                                           | Charlotte (Kaiserin von Russland)                                           | Charlotte (Kaiserin von Russland)                                           |                                    |                                    | Ludwig II. (Großherzog von Hessen)                 | Ludwig II. (Großherzog von Hessen)                 | Ludwig II. (Großherzog von Hessen)                 | Ludwig II. (Großherzog von Hessen)                 | Ludwig II. (Großherzog von Hessen)                 | Ludwig II. (Großherzog von Hessen)                 |        |        | Wilhelmine (Großherzogin von Hessen)      | Wilhelmine (Großherzogin von Hessen)      | Wilhelmine (Großherzogin von Hessen)      | Wilhelmine (Großherzogin von Hessen)      | Wilhelmine (Großherzogin von Hessen)      | Wilhelmine (Großherzogin von Hessen)      |                                   |                                   | Friedrich Wilhelm                                                                         | Friedrich Wilhelm                                                                         | Friedrich Wilhelm                                                                         | Friedrich Wilhelm                                                                         | Friedrich Wilhelm                                                                         | Friedrich Wilhelm                                                                         |         |         | Luise                                                                                                  | Luise                                                                                                  | Luise                                                                                                  | Luise                                                                                                  | Luise                                                                                                  | Luise                                                                                                  |      |      | Wilhelm                                                                    | Wilhelm                                                                    | Wilhelm                                                                    | Wilhelm                                                                    | Wilhelm                                                                    | Wilhelm                                                                    |  |  | Louise Charlotte                                    | Louise Charlotte                                    | Louise Charlotte                                    | Louise Charlotte                                    | Louise Charlotte                                    | Louise Charlotte                                    |  |  |  |  |  |  |  |  |  |  |  |  |  |  |  |  |  |  |  |  |  |  |  |  |  |  |  |  |  |  |  |  |  |  |  |  |  |  |  |  |  |  |  |  |  |  |  |  |
| Nikolaus I. (Kaiser von Russland)                               | Nikolaus I. (Kaiser von Russland)                               | Nikolaus I. (Kaiser von Russland)                               | Nikolaus I. (Kaiser von Russland)                               | Nikolaus I. (Kaiser von Russland)                               | Nikolaus I. (Kaiser von Russland)                               |  |  | Charlotte (Kaiserin von Russland)                                           | Charlotte (Kaiserin von Russland)                                           | Charlotte (Kaiserin von Russland)                                           | Charlotte (Kaiserin von Russland)                                           | Charlotte (Kaiserin von Russland)                                           | Charlotte (Kaiserin von Russland)                                           |                                    |                                    | Ludwig II. (Großherzog von Hessen)                 | Ludwig II. (Großherzog von Hessen)                 | Ludwig II. (Großherzog von Hessen)                 | Ludwig II. (Großherzog von Hessen)                 | Ludwig II. (Großherzog von Hessen)                 | Ludwig II. (Großherzog von Hessen)                 |        |        | Wilhelmine (Großherzogin von Hessen)      | Wilhelmine (Großherzogin von Hessen)      | Wilhelmine (Großherzogin von Hessen)      | Wilhelmine (Großherzogin von Hessen)      | Wilhelmine (Großherzogin von Hessen)      | Wilhelmine (Großherzogin von Hessen)      |                                   |                                   | Friedrich Wilhelm                                                                         | Friedrich Wilhelm                                                                         | Friedrich Wilhelm                                                                         | Friedrich Wilhelm                                                                         | Friedrich Wilhelm                                                                         | Friedrich Wilhelm                                                                         |         |         | Luise                                                                                                  | Luise                                                                                                  | Luise                                                                                                  | Luise                                                                                                  | Luise                                                                                                  | Luise                                                                                                  |      |      | Wilhelm                                                                    | Wilhelm                                                                    | Wilhelm                                                                    | Wilhelm                                                                    | Wilhelm                                                                    | Wilhelm                                                                    |  |  | Louise Charlotte                                    | Louise Charlotte                                    | Louise Charlotte                                    | Louise Charlotte                                    | Louise Charlotte                                    | Louise Charlotte                                    |  |  |  |  |  |  |  |  |  |  |  |  |  |  |  |  |  |  |  |  |  |  |  |  |  |  |  |  |  |  |  |  |  |  |  |  |  |  |  |  |  |  |  |  |  |  |  |  |
|                                                                 |                                                                 |                                                                 |                                                                 |                                                                 |                                                                 |  |  |                                                                             |                                                                             |                                                                             |                                                                             |                                                                             |                                                                             |                                    |                                    |                                                    |                                                    |                                                    |                                                    |                                                    |                                                    |        |        |                                           |                                           |                                           |                                           |                                           |                                           |                                   |                                   |                                                                                           |                                                                                           |                                                                                           |                                                                                           |                                                                                           |                                                                                           |         |         | | | | | | |      |      |                                                                            |                                                                            |                                                                            |                                                                            |                                                                            |                                                                            |  |  |                                                     |                                                     |                                                     |                                                     |                                                     |                                                     |  |  |  |  |  |  |  |  |  |  |  |  |  |  |  |  |  |  |  |  |  |  |  |  |  |  |  |  |  |  |  |  |  |  |  |  |  |  |  |  |  |  |  |  |  |  |  |  |
|                                                                 |                                                                 |                                                                 |                                                                 |                                                                 |                                                                 |  |  |                                                                             |                                                                             |                                                                             |                                                                             |                                                                             |                                                                             |                                    |                                    |                                                    |                                                    |                                                    |                                                    |                                                    |                                                    |        |        |                                           |                                           |                                           |                                           |                                           |                                           |                                   |                                   |                                                                                           |                                                                                           |                                                                                           |                                                                                           |                                                                                           |                                                                                           |         |         | | | | | | |      |      |                                                                            |                                                                            |                                                                            |                                                                            |                                                                            |                                                                            |  |  |                                                     |                                                     |                                                     |                                                     |                                                     |                                                     |  |  |  |  |  |  |  |  |  |  |  |  |  |  |  |  |  |  |  |  |  |  |  |  |  |  |  |  |  |  |  |  |  |  |  |  |  |  |  |  |  |  |  |  |  |  |  |  |
|                                                                 |                                                                 |                                                                 |                                                                 |                                                                 |                                                                 |  |  | Alexander II. (Kaiser von Russland)                                         | Alexander II. (Kaiser von Russland)                                         | Alexander II. (Kaiser von Russland)                                         | Alexander II. (Kaiser von Russland)                                         | Alexander II. (Kaiser von Russland)                                         | Alexander II. (Kaiser von Russland)                                         |                                    |                                    | Marie von Hessen-Darmstadt (Kaiserin von Russland) | Marie von Hessen-Darmstadt (Kaiserin von Russland) | Marie von Hessen-Darmstadt (Kaiserin von Russland) | Marie von Hessen-Darmstadt (Kaiserin von Russland) | Marie von Hessen-Darmstadt (Kaiserin von Russland) | Marie von Hessen-Darmstadt (Kaiserin von Russland) |        |        |                                           |                                           |                                           |                                           |                                           |                                           |                                   |                                   |                                                                                           |                                                                                           |                                                                                           |                                                                                           |                                                                                           |                                                                                           |         |         | Christian IX. (König von Dänemark)                                                                     | Christian IX. (König von Dänemark)                                                                     | Christian IX. (König von Dänemark)                                                                     | Christian IX. (König von Dänemark)                                                                     | Christian IX. (König von Dänemark)                                                                     | Christian IX. (König von Dänemark)                                                                     |      |      | Louise (Königin von Dänemark)                                              | Louise (Königin von Dänemark)                                              | Louise (Königin von Dänemark)                                              | Louise (Königin von Dänemark)                                              | Louise (Königin von Dänemark)                                              | Louise (Königin von Dänemark)                                              |  |  |                                                     |                                                     |                                                     |                                                     |                                                     |                                                     |  |  |  |  |  |  |  |  |  |  |  |  |  |  |  |  |  |  |  |  |  |  |  |  |  |  |  |  |  |  |  |  |  |  |  |  |  |  |  |  |  |  |  |  |  |  |  |  |
|                                                                 |                                                                 |                                                                 |                                                                 |                                                                 |                                                                 |  |  | Alexander II. (Kaiser von Russland)                                         | Alexander II. (Kaiser von Russland)                                         | Alexander II. (Kaiser von Russland)                                         | Alexander II. (Kaiser von Russland)                                         | Alexander II. (Kaiser von Russland)                                         | Alexander II. (Kaiser von Russland)                                         |                                    |                                    | Marie von Hessen-Darmstadt (Kaiserin von Russland) | Marie von Hessen-Darmstadt (Kaiserin von Russland) | Marie von Hessen-Darmstadt (Kaiserin von Russland) | Marie von Hessen-Darmstadt (Kaiserin von Russland) | Marie von Hessen-Darmstadt (Kaiserin von Russland) | Marie von Hessen-Darmstadt (Kaiserin von Russland) |        |        |                                           |                                           |                                           |                                           |                                           |                                           |                                   |                                   |                                                                                           |                                                                                           |                                                                                           |                                                                                           |                                                                                           |                                                                                           |         |         | Christian IX. (König von Dänemark)                                                                     | Christian IX. (König von Dänemark)                                                                     | Christian IX. (König von Dänemark)                                                                     | Christian IX. (König von Dänemark)                                                                     | Christian IX. (König von Dänemark)                                                                     | Christian IX. (König von Dänemark)                                                                     |      |      | Louise (Königin von Dänemark)                                              | Louise (Königin von Dänemark)                                              | Louise (Königin von Dänemark)                                              | Louise (Königin von Dänemark)                                              | Louise (Königin von Dänemark)                                              | Louise (Königin von Dänemark)                                              |  |  |                                                     |                                                     |                                                     |                                                     |                                                     |                                                     |  |  |  |  |  |  |  |  |  |  |  |  |  |  |  |  |  |  |  |  |  |  |  |  |  |  |  |  |  |  |  |  |  |  |  |  |  |  |  |  |  |  |  |  |  |  |  |  |
|                                                                 |                                                                 |                                                                 |                                                                 |                                                                 |                                                                 |  |  |                                                                             |                                                                             |                                                                             |                                                                             |                                                                             |                                                                             |                                    |                                    |                                                    |                                                    |                                                    |                                                    |                                                    |                                                    |        |        |                                           |                                           |                                           |                                           |                                           |                                           |                                   |                                   |                                                                                           |                                                                                           |                                                                                           |                                                                                           |                                                                                           |                                                                                           |         |         | | | | | | |      |      |                                                                            |                                                                            |                                                                            |                                                                            |                                                                            |                                                                            |  |  |                                                     |                                                     |                                                     |                                                     |                                                     |                                                     |  |  |  |  |  |  |  |  |  |  |  |  |  |  |  |  |  |  |  |  |  |  |  |  |  |  |  |  |  |  |  |  |  |  |  |  |  |  |  |  |  |  |  |  |  |  |  |  |
|                                                                 |                                                                 |                                                                 |                                                                 |                                                                 |                                                                 |  |  |                                                                             |                                                                             |                                                                             |                                                                             |                                                                             |                                                                             |                                    |                                    |                                                    |                                                    |                                                    |                                                    |                                                    |                                                    |        |        |                                           |                                           |                                           |                                           |                                           |                                           |                                   |                                   |                                                                                           |                                                                                           |                                                                                           |                                                                                           |                                                                                           |                                                                                           |         |         | | | | | | |      |      |                                                                            |                                                                            |                                                                            |                                                                            |                                                                            |                                                                            |  |  |                                                     |                                                     |                                                     |                                                     |                                                     |                                                     |  |  |  |  |  |  |  |  |  |  |  |  |  |  |  |  |  |  |  |  |  |  |  |  |  |  |  |  |  |  |  |  |  |  |  |  |  |  |  |  |  |  |  |  |  |  |  |  |
|                                                                 |                                                                 |                                                                 |                                                                 |                                                                 |                                                                 |  |  |                                                                             |                                                                             |                                                                             |                                                                             |                                                                             |                                                                             |                                    |                                    |                                                    |                                                    |                                                    |                                                    |                                                    |                                                    |        |        | Alexander III. (Kaiser von Russland)      | Alexander III. (Kaiser von Russland)      | Alexander III. (Kaiser von Russland)      | Alexander III. (Kaiser von Russland)      | Alexander III. (Kaiser von Russland)      | Alexander III. (Kaiser von Russland)      |                                   |                                   | Dagmar (Kaiserin von Russland)                                                            | Dagmar (Kaiserin von Russland)                                                            | Dagmar (Kaiserin von Russland)                                                            | Dagmar (Kaiserin von Russland)                                                            | Dagmar (Kaiserin von Russland)                                                            | Dagmar (Kaiserin von Russland)                                                            |         |         | Friedrich VIII. (König von Dänemark)                                                                   | Friedrich VIII. (König von Dänemark)                                                                   | Friedrich VIII. (König von Dänemark)                                                                   | Friedrich VIII. (König von Dänemark)                                                                   | Friedrich VIII. (König von Dänemark)                                                                   | Friedrich VIII. (König von Dänemark)                                                                   |      |      | Georg I. (König von Griechenland)                                          | Georg I. (König von Griechenland)                                          | Georg I. (König von Griechenland)                                          | Georg I. (König von Griechenland)                                          | Georg I. (König von Griechenland)                                          | Georg I. (König von Griechenland)                                          |  |  |                                                     |                                                     |                                                     |                                                     |                                                     |                                                     |  |  |  |  |  |  |  |  |  |  |  |  |  |  |  |  |  |  |  |  |  |  |  |  |  |  |  |  |  |  |  |  |  |  |  |  |  |  |  |  |  |  |  |  |  |  |  |  |
|                                                                 |                                                                 |                                                                 |                                                                 |                                                                 |                                                                 |  |  |                                                                             |                                                                             |                                                                             |                                                                             |                                                                             |                                                                             |                                    |                                    |                                                    |                                                    |                                                    |                                                    |                                                    |                                                    |        |        | Alexander III. (Kaiser von Russland)      | Alexander III. (Kaiser von Russland)      | Alexander III. (Kaiser von Russland)      | Alexander III. (Kaiser von Russland)      | Alexander III. (Kaiser von Russland)      | Alexander III. (Kaiser von Russland)      |                                   |                                   | Dagmar (Kaiserin von Russland)                                                            | Dagmar (Kaiserin von Russland)                                                            | Dagmar (Kaiserin von Russland)                                                            | Dagmar (Kaiserin von Russland)                                                            | Dagmar (Kaiserin von Russland)                                                            | Dagmar (Kaiserin von Russland)                                                            |         |         | Friedrich VIII. (König von Dänemark)                                                                   | Friedrich VIII. (König von Dänemark)                                                                   | Friedrich VIII. (König von Dänemark)                                                                   | Friedrich VIII. (König von Dänemark)                                                                   | Friedrich VIII. (König von Dänemark)                                                                   | Friedrich VIII. (König von Dänemark)                                                                   |      |      | Georg I. (König von Griechenland)                                          | Georg I. (König von Griechenland)                                          | Georg I. (König von Griechenland)                                          | Georg I. (König von Griechenland)                                          | Georg I. (König von Griechenland)                                          | Georg I. (König von Griechenland)                                          |  |  |                                                     |                                                     |                                                     |                                                     |                                                     |                                                     |  |  |  |  |  |  |  |  |  |  |  |  |  |  |  |  |  |  |  |  |  |  |  |  |  |  |  |  |  |  |  |  |  |  |  |  |  |  |  |  |  |  |  |  |  |  |  |  |
|                                                                 |                                                                 |                                                                 |                                                                 |                                                                 |                                                                 |  |  |                                                                             |                                                                             |                                                                             |                                                                             |                                                                             |                                                                             |                                    |                                    |                                                    |                                                    |                                                    |                                                    |                                                    |                                                    |        |        |                                           |                                           |                                           |                                           |                                           |                                           |                                   |                                   |                                                                                           |                                                                                           |                                                                                           |                                                                                           |                                                                                           |                                                                                           |         |         | | | | | | |      |      |                                                                            |                                                                            |                                                                            |                                                                            |                                                                            |                                                                            |  |  |                                                     |                                                     |                                                     |                                                     |                                                     |                                                     |  |  |  |  |  |  |  |  |  |  |  |  |  |  |  |  |  |  |  |  |  |  |  |  |  |  |  |  |  |  |  |  |  |  |  |  |  |  |  |  |  |  |  |  |  |  |  |  |
|                                                                 |                                                                 |                                                                 |                                                                 |                                                                 |                                                                 |  |  |                                                                             |                                                                             |                                                                             |                                                                             |                                                                             |                                                                             |                                    |                                    |                                                    |                                                    |                                                    |                                                    |                                                    |                                                    |        |        |                                           |                                           |                                           |                                           |                                           |                                           |                                   |                                   |                                                                                           |                                                                                           |                                                                                           |                                                                                           |                                                                                           |                                                                                           |         |         | | | | | | |      |      |                                                                            |                                                                            |                                                                            |                                                                            |                                                                            |                                                                            |  |  |                                                     |                                                     |                                                     |                                                     |                                                     |                                                     |  |  |  |  |  |  |  |  |  |  |  |  |  |  |  |  |  |  |  |  |  |  |  |  |  |  |  |  |  |  |  |  |  |  |  |  |  |  |  |  |  |  |  |  |  |  |  |  |
|                                                                 |                                                                 |                                                                 |                                                                 |                                                                 |                                                                 |  |  |                                                                             |                                                                             |                                                                             |                                                                             | Nikolaus II. (Kaiser von Russland)                                          | Nikolaus II. (Kaiser von Russland)                                          | Nikolaus II. (Kaiser von Russland) | Nikolaus II. (Kaiser von Russland) | Nikolaus II. (Kaiser von Russland)                 | Nikolaus II. (Kaiser von Russland)                 |                                                    |                                                    | Georgi                                             | Georgi                                             | Georgi | Georgi | Georgi                                    | Georgi                                    |                                           |                                           | Xenija (Großfürstin von Russland)         | Xenija (Großfürstin von Russland)         | Xenija (Großfürstin von Russland) | Xenija (Großfürstin von Russland) | Xenija (Großfürstin von Russland)                                                         | Xenija (Großfürstin von Russland)                                                         |                                                                                           |                                                                                           | Michail                                                                                   | Michail                                                                                   | Michail | Michail | Michail                                                                                                | Michail                                                                                                | | | Olga                                                                                                   | Olga                                                                                                   | Olga | Olga | Olga                                                                       | Olga                                                                       |                                                                            |                                                                            |                                                                            |                                                                            |  |  |                                                     |                                                     |                                                     |                                                     |                                                     |                                                     |  |  |  |  |  |  |  |  |  |  |  |  |  |  |  |  |  |  |  |  |  |  |  |  |  |  |  |  |  |  |  |  |  |  |  |  |  |  |  |  |  |  |  |  |  |  |  |  |